# Самойловка (Черниговская область)
Самойловка (укр. Самійлівка) — село в Козелецком районе Черниговской области Украины. Население 80 человек. Занимает площадь 0,55 км².
Код КОАТУУ: 7422086805. Почтовый индекс: 17041. Телефонный код: +380 4646.

## Власть
Орган местного самоуправления — Олбинский сельский совет. Почтовый адрес: 17040, Черниговская обл., Козелецкий р-н, с. Олбин, ул. Братьев Синицких, 64.